# Баллингёртин
Баллингёртин (англ. Ballingurteen; ирл. Baile an Ghoirtín) — деревня в Ирландии, находится в графстве Корк (провинция Манстер).
Население — 545 человек (по переписи 2006 года).